# Zach Fucale
Zachary "Zach" Fucale, född 28 maj 1995, är en kanadensisk professionell ishockeymålvakt som är kontrakterad till Washington Capitals i National Hockey League (NHL) och spelar för Hershey Bears i American Hockey League (AHL).
Han har tidigare spelat för St. John's Icecaps, Rocket de Laval, Chicago Wolves och Syracuse Crunch i AHL; Brampton Beast, Fort Wayne Komets, Orlando Solar Bears och South Carolina Stingrays i ECHL samt Halifax Mooseheads och Remparts de Québec i Ligue de hockey junior majeur du Québec (LHJMQ).
Fucale draftades av Montreal Canadiens i andra rundan i 2013 års draft som 36:e spelare totalt.